# Campeonato Mundial Sub-23 de Remo
El Campeonato Mundial Sub-23 de Remo es la competición mundial reservada a los remeros sub-23, aunque éstos puedan, por supuesto, participar en el Campeonato Mundial de Remo. Un remero puede competir en un evento sub-23 hasta el día 31 de diciembre del año en que cumple la edad de 22 años.
El evento sub-23 existe desde la primera vez que se realizó en 1976 en Mâcon, Francia, bajo el título de Seniors Match. Con el tiempo llegó a convertirse en 1992 en la Copa de las Naciones. Finalmente en el Congreso Extraordinario de la FISA de 2005, celebrado en Dubrovnik, Croacia, se decidió dar a la Regata Mundial Sub-23 la categoría de Campeonato Mundial Sub-23 de Remo.
El mundial sub-23 no acoge todas las categorías del remo olímpico:
| Categoría        | Abreviatura FISA | Clases de botes            |
| ---------------- | ---------------- | -------------------------- |
| Masculino        | BM               | 1x, 2x, 2-, 4x, 4-, 8+, 4+ |
| Femenino         | BW               | 1x, 2x, 2-, 4x, 4-, 8+     |
| Ligero Masculino | BLM              | 1x, 2x, 2-, 4x, 4-         |
| Ligero Femenino  | BLW              | 1x, 2x, 4x                 |

## Ediciones

### Match des Seniors
| N.º | Año  | Sede    | País    | Canal o lago |
| --- | ---- | ------- | ------- | ------------ |
| I   | 1976 | Mâcon   | Francia | Río Saona    |
| II  | 1977 | Tours   | Francia | Río Cher     |
| III | 1978 | Malinas | Bélgica | Hazewinkel   |